# الکساندرو توچیلسکو
الکساندرو توچیلسکو (رومانیایی: Alexandru Tocilescu؛ زاده ۲۷ ژوئیه ۱۹۴۶ – ۲۹ نوامبر ۲۰۱۱) کارگردان تئاتر و فیلم اهل رومانی بود.

## جوایز
او ۲ مرتبه در سال‌های ۱۹۹۹ و ۲۰۰۲ میلادی برندهٔ جایزهٔ «اتحادیهٔ تئاتر رومانی» و یک بار هم در سال ۲۰۰۶، برندهٔ جایزهٔ بهترین کارگردانی در «جشنواره کمدی رومانی» شد. وی نخستین کارگردانی بود که در سال ۲۰۱۱ ستاره‌ای در پیاده‌روی مشاهیر بخارست دریافت داشت.